# Hoorn des overvloeds

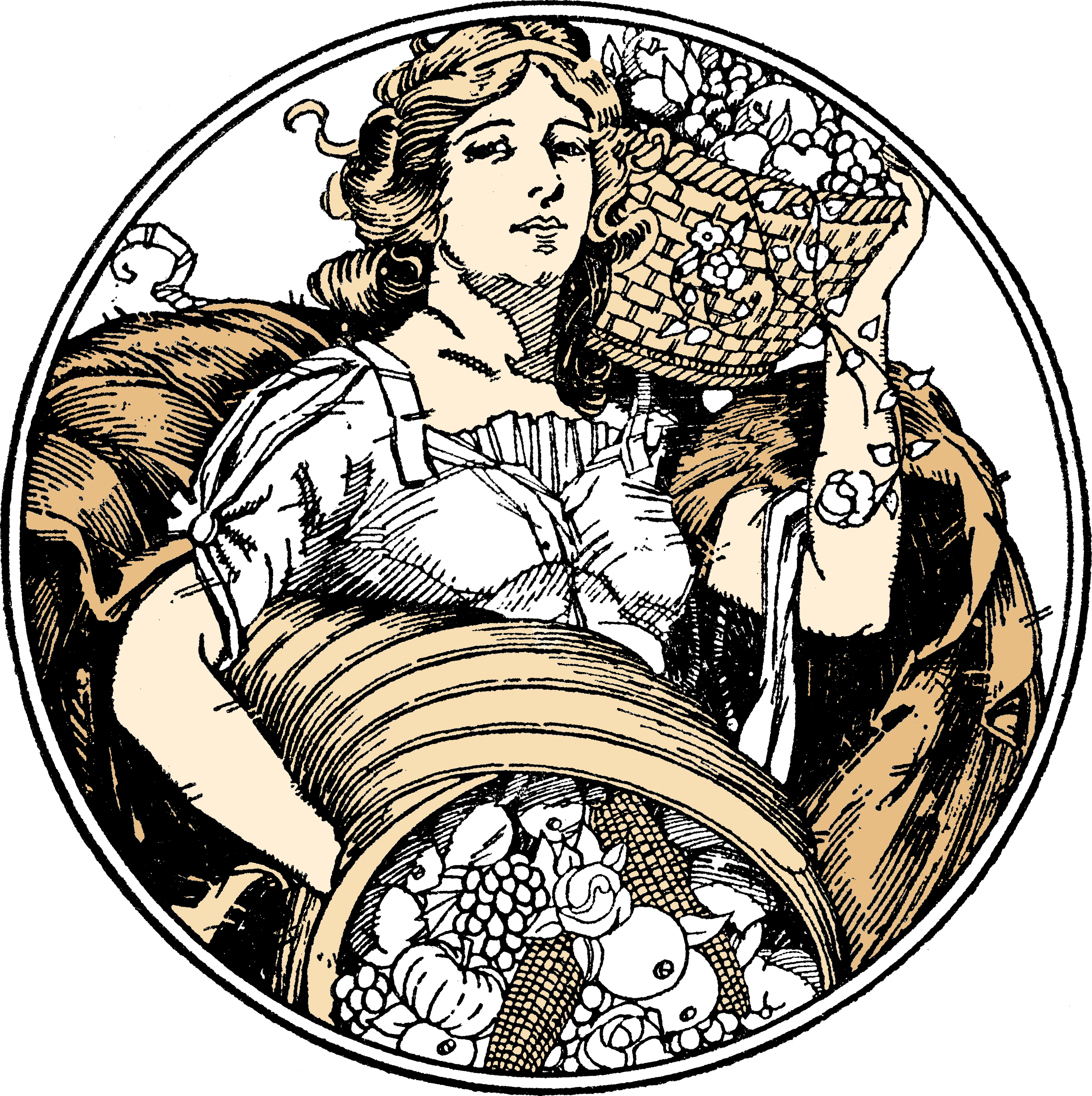

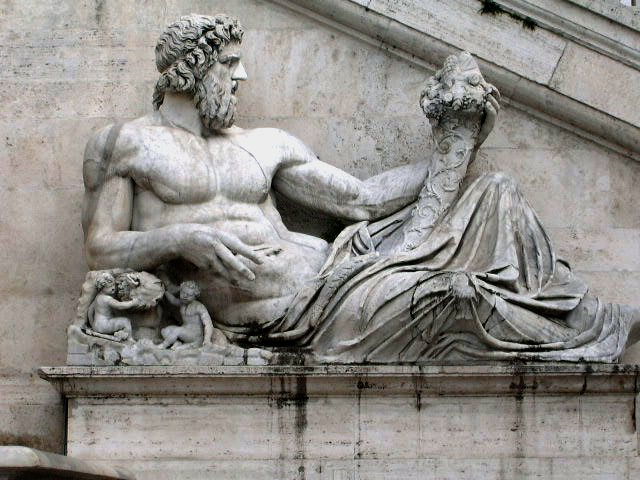
Allegorie van de rivier de Tiber met een hoorn des overvloeds in de hand

De Cornucopia (Latijn; cornu (hoorn) en copia (voorraad)) heet in het Nederlands de Hoorn des overvloeds. Dit legendarische voorwerp, dat (zoals de naam suggereert) overvloed schonk, stamt oorspronkelijk uit de Griekse mythologie.
Volgens de mythe is de Cornucopia de hoorn van de geit Amalthea, die Zeus zoogde op Kreta. Als dank zette Zeus haar aan de hemel als een sterrenbeeld en haar hoorn schonk de houder ervan alles wat hij of zij begeerde.
De Romeinen associeerden vooral hun godin Fortuna met de Hoorn des overvloeds, maar ook de godinnen van de Hoop (Spes) en de Eendracht (Concordia) werden afgebeeld met de Cornucopia. Caligula liet een sestertie slaan van hemzelf met op de keerzijde zijn drie zussen met elk een cornucopia.
De Hoorn des overvloeds wordt als symbool vaak gebruikt in de heraldiek. In Noord-Amerika wordt het vaak geassocieerd met Thanksgiving Day.

## In populaire cultuur
- Een stripalbum van Nero heet De Hoorn des Overvloeds. In het verhaal bezoekt Vrouwe Justitia Nero, maar wordt tijdens haar bezoek de hoorn gestolen.
- In Suske en Wiske album De rillende rots komt de Hoorn ook voor, hier verandert hij kiezels in goudklompjes en als er op geblazen wordt breekt hij grotere stenen in kleinere steentjes.
- In het boek De Hongerspelen van Suzanne Collins, speelt de Hoorn des overvloeds een vrij belangrijke rol in de Spelen zelf, daar hier diverse wapens en benodigdheden liggen die van pas kunnen komen voor de tributen. De tributen staan bij de aftelling naar het begin van de spelen rondom de Hoorn des overvloeds.
- Er bestaat ook een paddenstoel die Hoorn des overvloeds wordt genoemd (Craterellus cornucopioides, ook Doodstrompet). Deze is zwart van kleur en eetbaar.
- Er is een horecapunt in attractiepark de Efteling in Kaatsheuvel, dat 'In den Hoorn des Overvloeds' heet. Ook is in de finale van de attractie Symbolica een Hoorn des overvloeds te zien die het eten voor het feest van koning Pardulfus over de koninklijke tafel uitstort.
- De hoorn des overvloeds heeft overeenkomsten met De gouden zeeslak.
- De markthal in Rotterdam is van binnen versierd met een kunstwerk genaamd Horn of Plenty.[1]
- Op de gevel van het NS-station van Vlissingen zijn in 1950 verschillende beelden geplaatst, vervaardigd door de beeldhouwer Jo Uiterwaal die de ‘Hoorn des Overvloeds’ verbeelden.

## Afbeeldingen

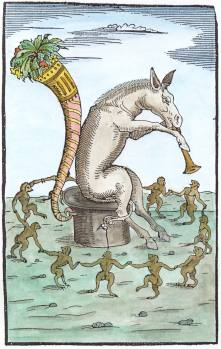
Hoorn des overvloeds, 1572
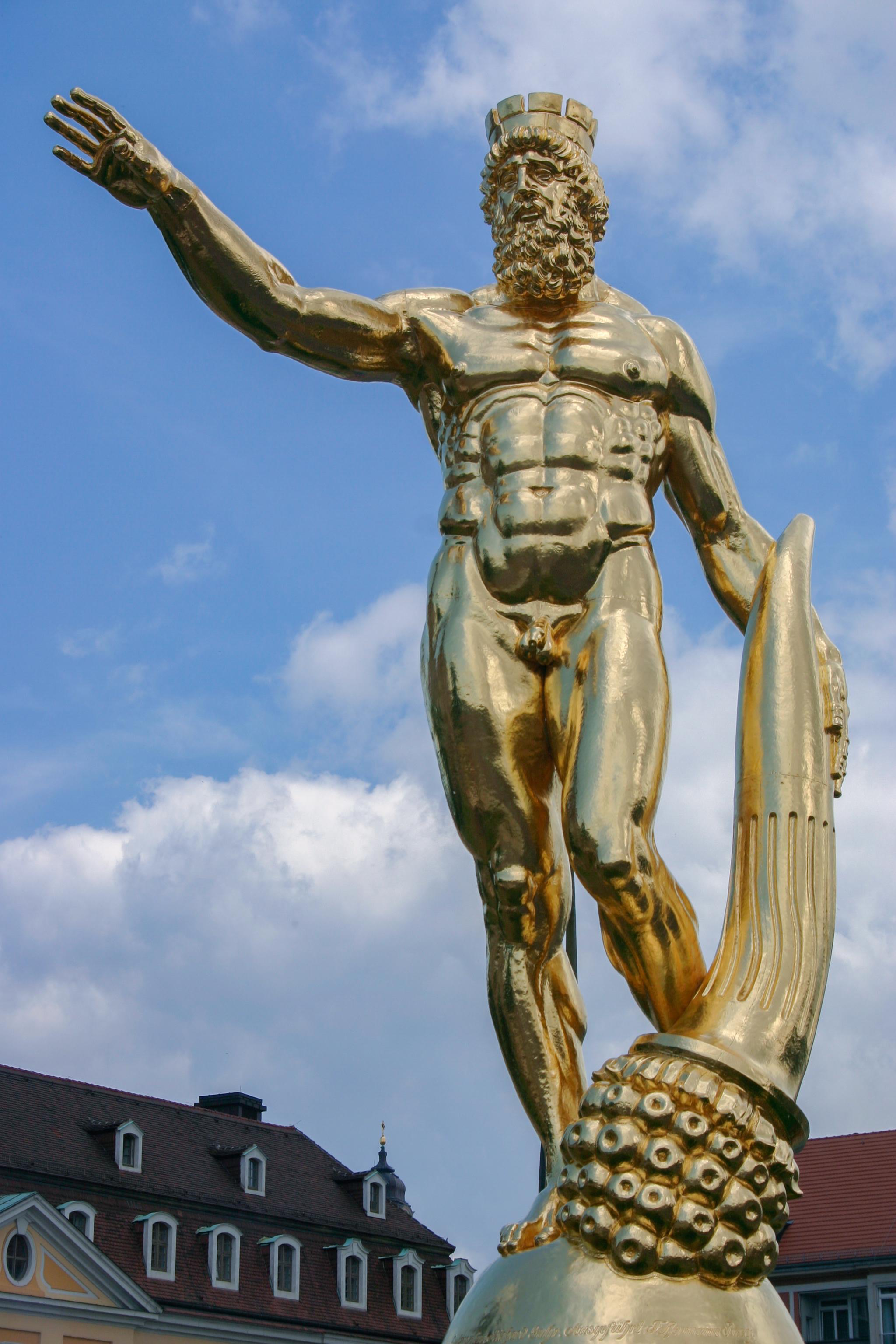
Herakles met de Hoorn des overvloeds
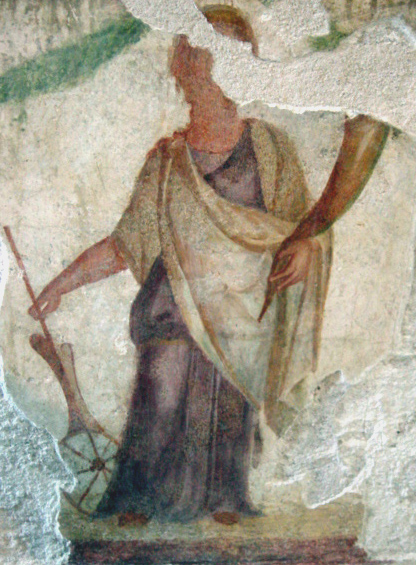
Fortuna met haar Rad van Fortuin en de Hoorn des overvloeds
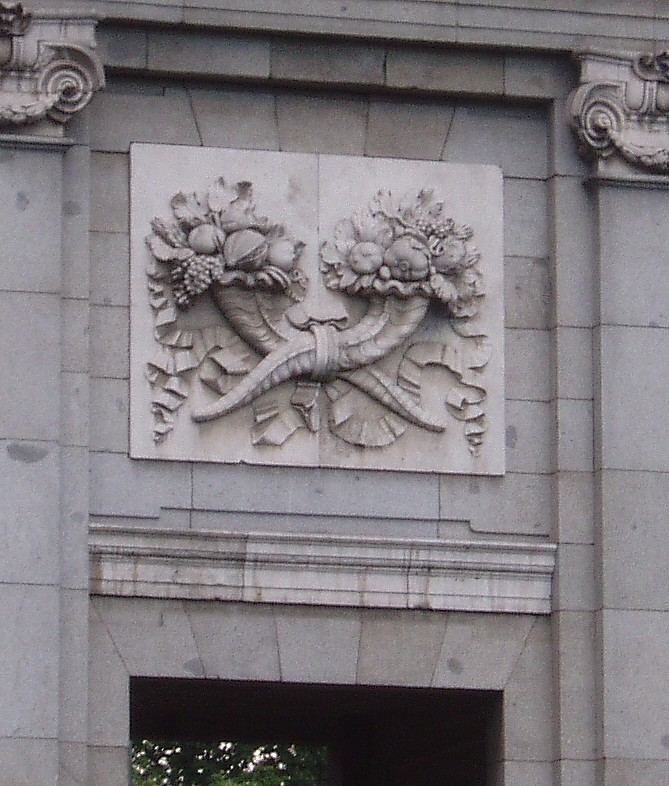
De Hoorn des overvloeds in Madrid, Spanje
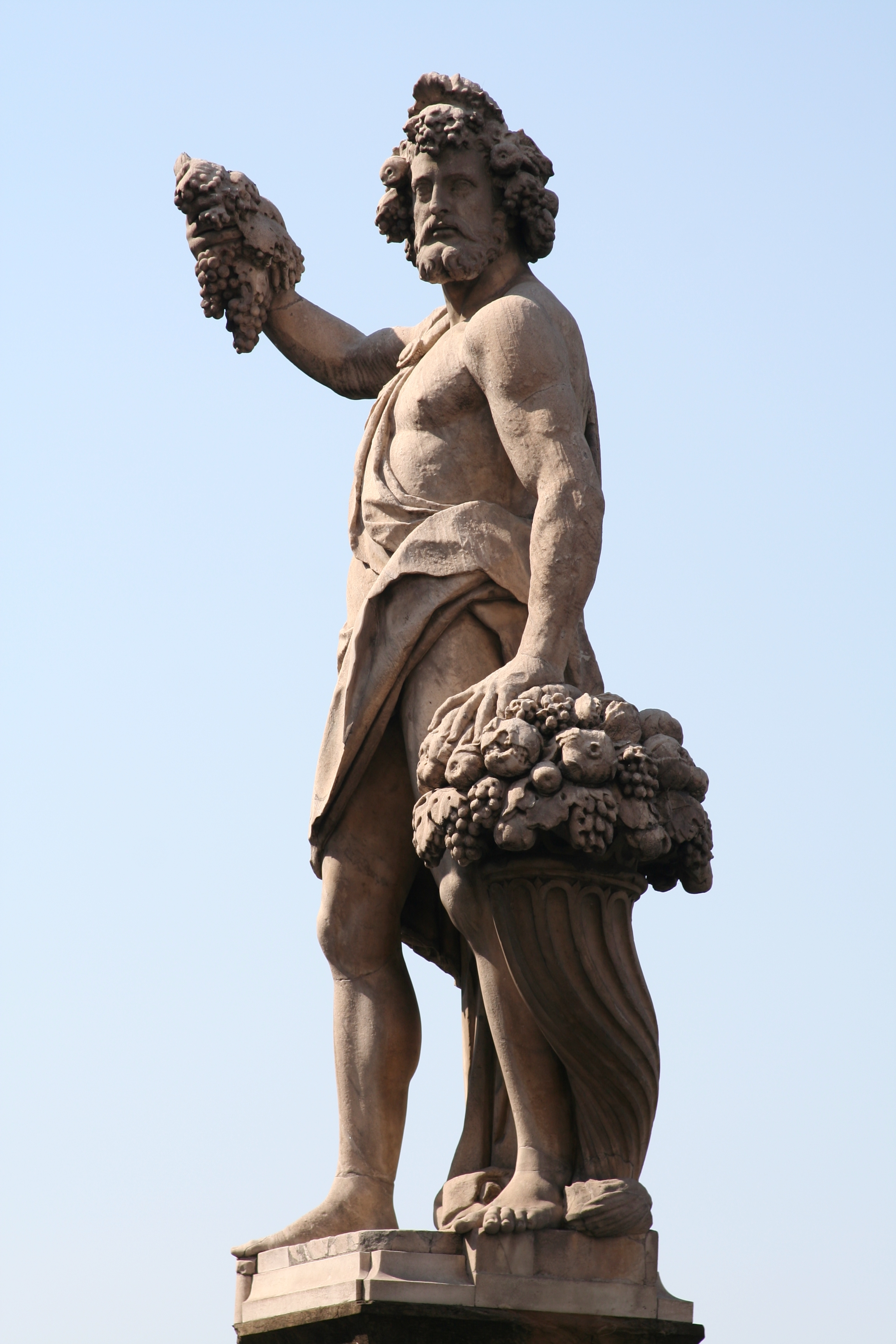
Beeld van de Herfst, Italië
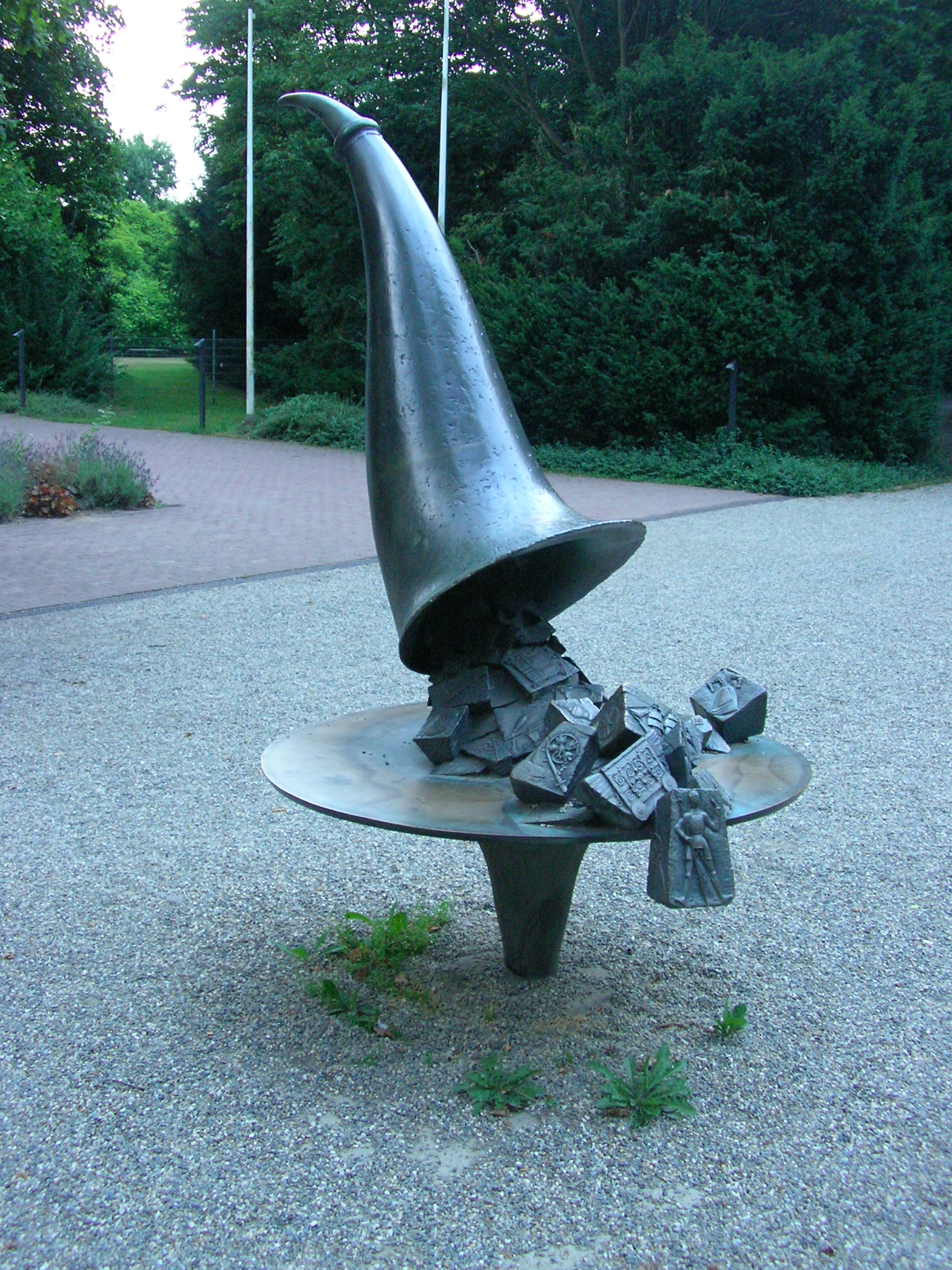
De Hoorn des overvloeds in Bremen, Duitsland
Hoorn des overvloeds in het Wapen van Peru
Wapen van Hengelo met putto
Hoorn des overvloeds in het wapen van Nonnenhorn, Duitsland
De Hoorn des overvloeds op het wapen van Joseph Bonaparte
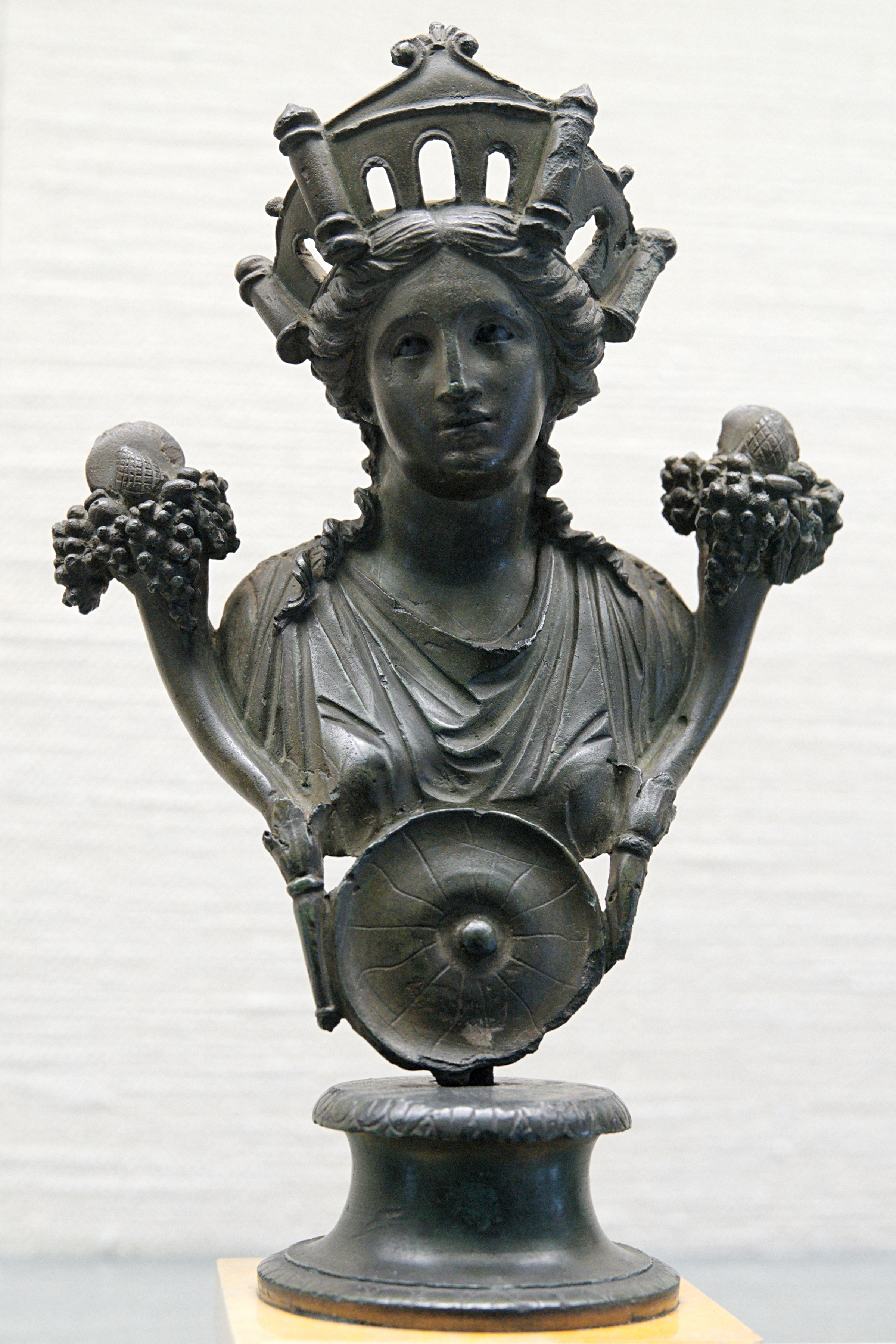
Cybele met de Hoorn des overvloeds
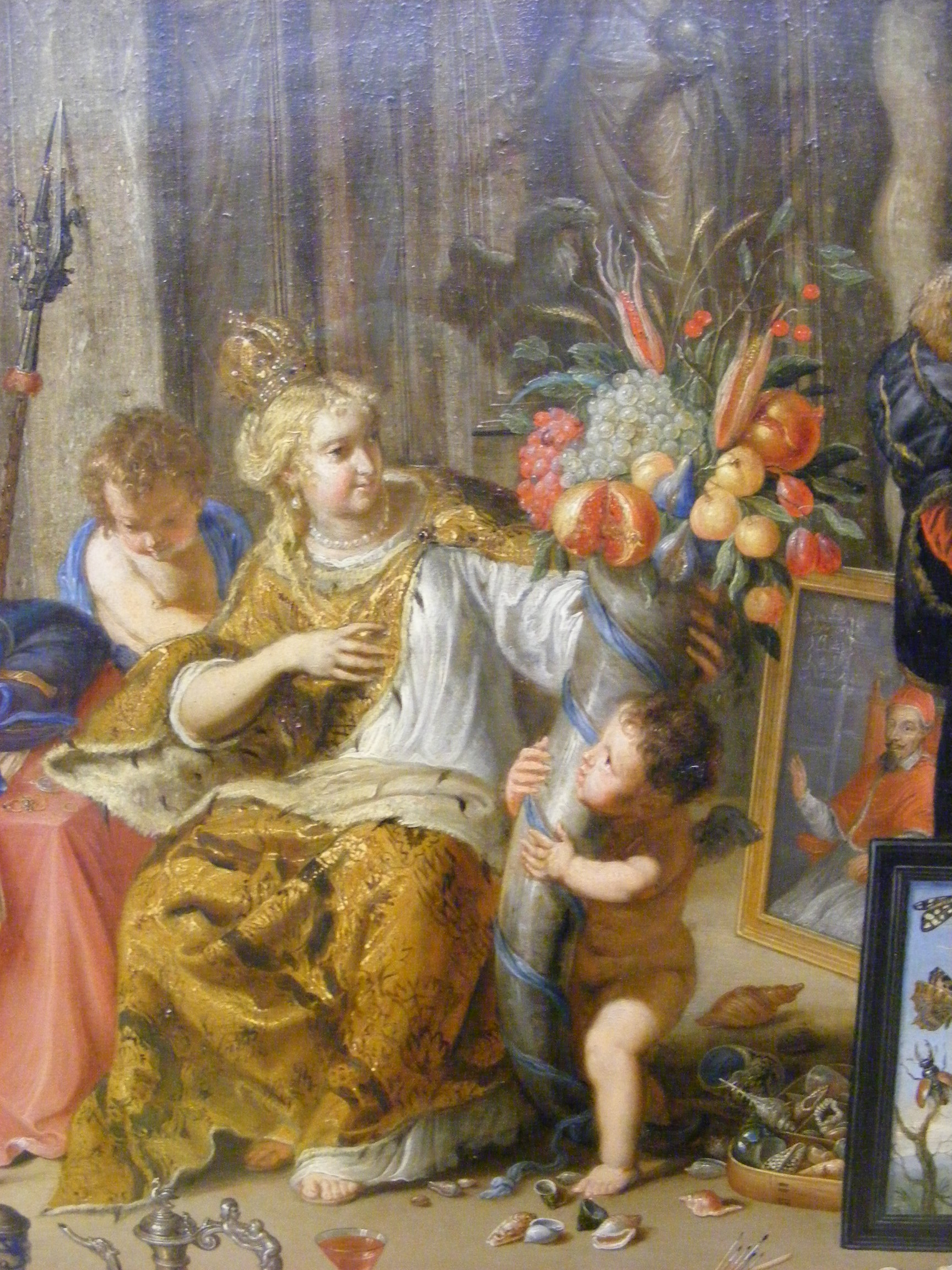
Hoorn des overvloeds, 17e eeuw
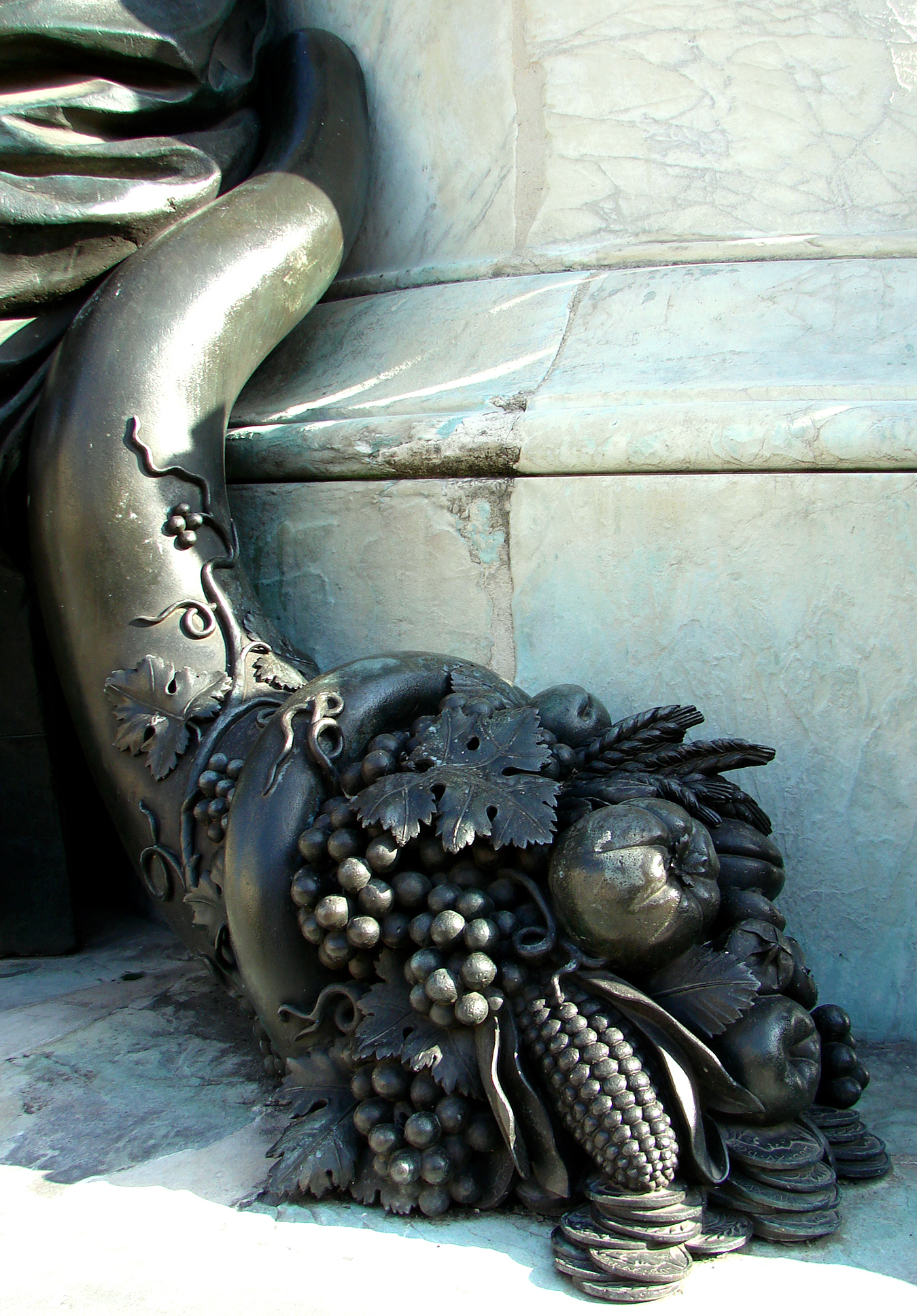
De Hoorn des overvloeds in Reims, Frankrijk
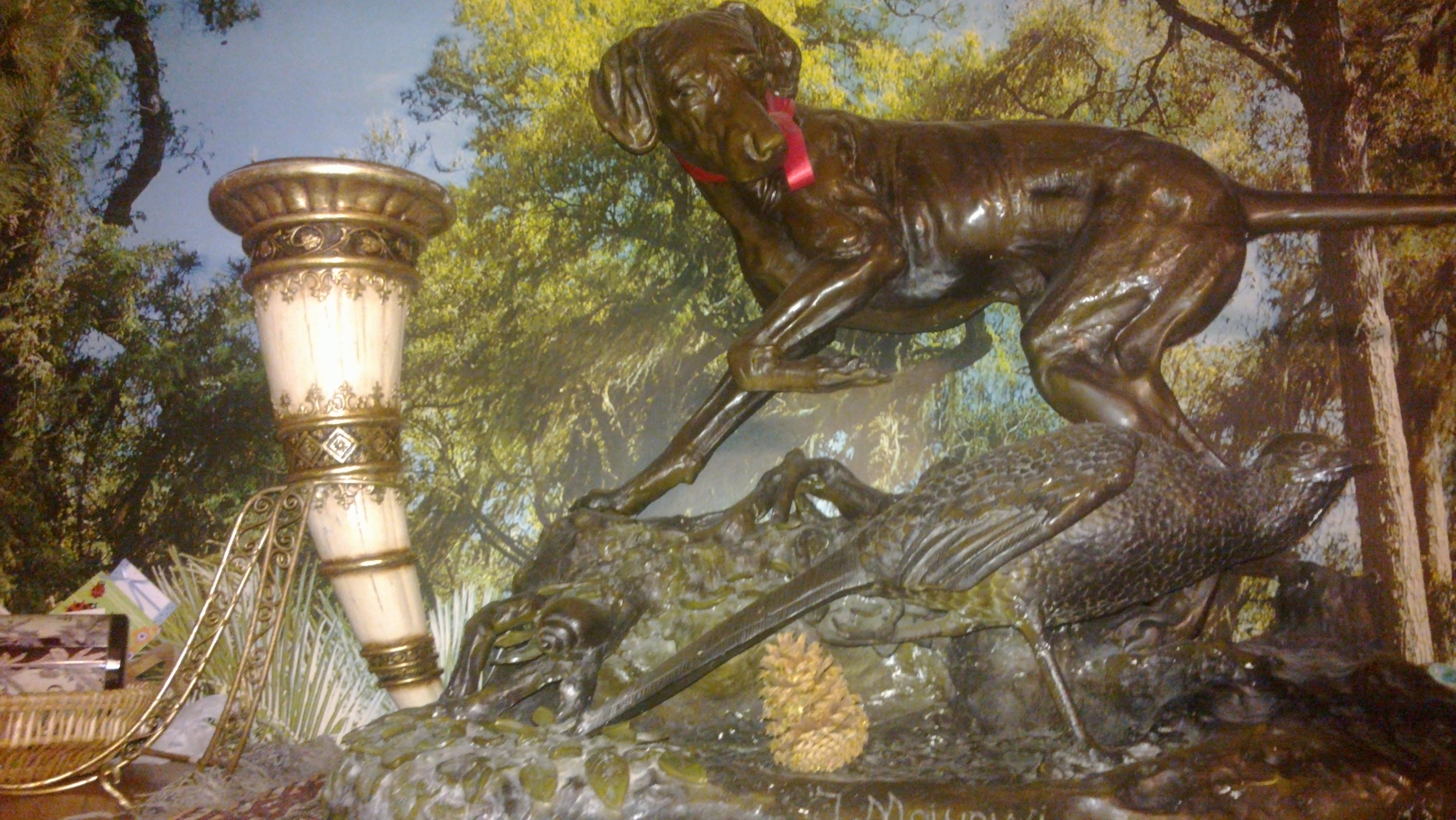
Hoorn des overvloeds als thema in brocante en rustieke decoratie